# 塚本邦雄
塚本 邦雄（つかもと くにお、1920年8月7日 - 2005年6月9日）は、日本の歌人・詩人・評論家・小説家。
朝日歌壇の選者の前川佐美雄に師事。第一歌集『水葬物語』(1951年)は、斬新なあまり歌壇から黙殺されたが、三島由紀夫に注目された。
寺山修司、岡井隆とともに「前衛短歌の三雄」と称され、独自の絢爛な語彙とイメージを駆使した旺盛な創作を成した。若い頃の別名に碧川瞬、火原翔（この二つは、日本現代詩歌文学館にて確認 ）、菱川紳士（ 士 は省かれる場合もある ）等があり、晩年の教授時代の学生たちとの歌会では鴻池黙示を好んで使った。それでも、著書目録にある単行本や文庫本には、これらの著者名で出版されたものはない。
長男は作家の塚本靑史、現在「玲瓏（短歌結社）」の発行人。

## 生涯
滋賀県神崎郡南五個荘村川並（現東近江市五個荘川並町）に生まれる。父方の塚本家、母方の外村家はともに近江商人の家系である。母方の祖父（外村甚吉）は、近江一円に弟子を持つ俳諧の宗匠だった。1938年、神崎商業学校（統合により滋賀県立八日市高校を経て現・八日市南高等学校）卒業。彦根高等商業（現・滋賀大学）卒という説もあるが、本人が書いた履歴書にそのような記載は一切ない。卒業後、又一株式会社（現三菱商事RtMジャパン）に勤務しながら、兄・塚本春雄の影響で作歌を始める。1941年、呉海軍工廠に徴用され、1943年に地元の短歌結社「木槿」に入会。終戦の年、投下された原爆の茸雲を仰ぎ見た記憶がいつまでも残ったと言う。
戦後は大阪に転じ、1947年に奈良に本部のあった「日本歌人」に入会、前川佐美雄に師事する。1948年5月10日、「青樫」の竹島慶子と結婚。山陽地方に転勤。翌年の4月9日、倉敷で長男・靑史誕生。その後、松江に転勤するが、鳥取在住の杉原一司と「日本歌人」を通じて知り合い、1949年に同人誌『メトード』を創刊。
1950年に他界した杉原一司の追悼として、1951年に第一歌集『水葬物語』を刊行。同歌集は中井英夫や三島由紀夫に絶賛される。1952年、大阪へ転勤となり、中河内郡盾津町（現東大阪市南鴻池町）へ転居。当地を終の棲家とした。同年に創刊されたアドニス会の機関誌「ADONIS」に菱川紳名義で寄稿する。1954年、結核に感染したことが判明、同年「ADONIS」の別冊として単独名義（菱川紳）の創作小説誌『アポロの末裔』が発行される。医師大東勝之助の指示に従い2年間自宅療養に専念。結核回復後も商社勤務を続け、1956年に第二歌集『裝飾樂句（カデンツァ）』、1958年に第三歌集『日本人靈歌』を上梓。
以下24冊の序数歌集の他に、多くの短歌、俳句、詩、小説、評論を発表した。歌集の全冊数は80冊を越える。だが、邦雄の文学業績で軸となったのは、岡井隆や寺山修司とともに1960年代の前衛短歌運動を成功させたことである。またその中にあって「日本歌人」から離れ、永らく無所属を貫いていたが、1985年に『玲瓏（短歌結社）』を設立して機関誌『玲瓏』を創刊、以後（没後も）一貫して同社主宰の座にある。さらに1990年より近畿大学文芸学部教授としても後進の育成に励んだ。
晩年にも旺盛な活動を続けていたが、1998年9月8日に妻・慶子が他界、2000年7月には自らの健康を損ねた。そのため、晩年を慮った息子の靑史が帰省し、同居して最期を看取った。2005年6月9日、呼吸不全のため大阪府吹田市の病院で死去。戒名は玲瓏院神変日授居士。尚、玲瓏の会員らを中心に、以後、忌日は『神變忌（しんぺんき）』と称するようになっている。以降に靑史の手で資料の整理がなされ、2009年1月末、自宅にあった邦雄の蔵書・直筆原稿・愛用品や書簡など様々な遺品が日本現代詩歌文学館へ寄贈されている。なお2013年7月に、遺族の手により旧宅は処分された。
2016年3月19日～6月5日、岩手県北上市の日本現代詩歌文学館にて、直筆原稿や書簡、色紙、愛用品などを開示した展覧会が開催された。現在「塚本邦雄」と「神變」は商標登録されており、商標権者は著作権継承者と同じく塚本靑史になっている。2020年、短歌研究社により「塚本邦雄賞」が創設される。

## 作風
反写実的・幻想的な喩とイメージ、明敏な批評性と方法意識に支えられたその作風によって、岡井隆や寺山修司らとともに、昭和30年代以降の前衛短歌運動に決定的な影響を与えた。その衝撃は坂井修一、藤原龍一郎、中川佐和子、松平盟子や加藤治郎、穂村弘、東直子らのいわゆるニューウェーブ短歌にも及んでいる。作品では一貫して正字歴史的仮名遣い（旧字旧仮名）を貫いた。
よく知られた歌には次のものがある。
- 「革命歌作詞家に凭りかかられてすこしづつ液化してゆくピアノ」（『水葬物語』巻頭歌）
- 「日本脱出したし 皇帝ペンギンも皇帝ペンギン飼育係りも」（『日本人靈歌』巻頭歌）
- 「突風に生卵割れ、かつてかく擊ちぬかれたる兵士の眼」（『日本人靈歌』）
- 「馬を洗はば馬のたましひ冱ゆるまで人戀はば人あやむるこころ」（『感幻樂』）

## 受賞歴
- 1959年　『日本人靈歌』で第3回 現代歌人協会賞 受賞。
- 1987年　『詩歌變』で第2回 詩歌文学館賞 受賞
- 1989年　『不變律』で第23回 迢空賞 受賞
- 1990年　 紫綬褒章 受章
- 1992年　『黄金律』で第3回 斎藤茂吉短歌文学賞受賞
- 1993年　『魔王』で第16回現代短歌大賞受賞
- 1997年　 勲四等旭日小綬章 受章

作品については、玲瓏誌の最新號や玲瓏の会HPが、より詳しい。

## 作品
- 塚本邦雄全集（全15巻＋別巻1/1998年-2001年/ゆまに書房）
  1. 短歌1/1998年11月1日発売、ISBN 978-4897145341
  2. 短歌2/1999年6月1日発売、ISBN 978-4897145358
  3. 短歌3/2000年2月1日発売、ISBN 978-4897145365
  4. 短歌4・俳句・散文詩/2000年10月1日発売、ISBN 978-4897145372
  5. 小説1/1999年4月1日発売、ISBN 978-4897145389
  6. 小説2/1999年10月1日発売、ISBN 978-4897145396
  7. 小説3/2000年12月1日発売、ISBN 978-4897145402
  8. 評論1/1999年2月1日発売、ISBN 978-4897145419
  9. 評論2/1999年12月1日発売、ISBN 978-4897145426
  10. 評論3/2000年6月1日発売、ISBN 978-4897145433
  11. 評論4/2000年8月1日発売、ISBN 978-4897145440
  12. 評論5/2000年4月1日発売、ISBN 978-4897145457
  13. 評論6/2001年2月1日発売、ISBN 978-4897145464
  14. 評論7/1999年8月1日発売、ISBN 978-4897145471
  15. 評論8/2001年4月1日発売、ISBN 978-4897145488
  16. 〈別巻〉短歌作品索引・年譜・他/2001年6月1日発売、ISBN 978-4897145495

短歌/序数歌集
- 第1歌集：水葬物語 - スイソウモノガタリ（245首/1951年8月7日/116頁/メトード社）
- 第2歌集：装飾樂句 - カデンツァCADENZA（270首/1956年3月20日/120頁/作品社）
- 第3歌集：日本人靈歌 - ニッポンジンレイカ（400首/1958年10月31日/160頁/四季書房）
- 第4歌集：水銀傳説 - スイギンデンセツ（400首/1961年2月20日/164頁/白玉書房）
- 第5歌集：緑色研究 - リョクショクケンキュウ（約350首/1965年5月5日/168頁/白玉書房）
- 第6歌集：感幻樂 - カンゲンガク（365首/1969年9月9日/122頁/白玉書房）
- 第7歌集：星餐圖 - セイサンズ（250首/1971年12月25日/300頁/人文書院）
- 第8歌集：蒼鬱境 - ソウウツキョウ（30首/1972年1月/48頁/湯川書房）
- 第9歌集：靑き菊の主題 - アオキキクノシュダイ（280首と小説7編/1973年10月10日/360頁/人文書院）
- 第10歌集：されど遊星 - サレドユウセイ（300首/1975年6月20日/328頁/人文書院）
- 第11歌集：閑雅空間 - カンガクウカン（1977年6月/湯川書房）
- 第12歌集：天變の書 - テンペンノショ（1979年7月/書肆季節社）
- 第13歌集：歌人 - ウタビト（1982年10月/花曜社）
- 第14歌集：豹變 - ヒョウヘン（1984年8月/花曜社）
- 第15歌集：詩歌變 - シイカヘン（1986年9月/不識書院）
- 第16歌集：不變律 - フヘンリツ（333首/1988年3月/花曜社）
- 第17歌集：波瀾 - ハラン（1989年8月/花曜社）
- 第18歌集：黄金律 - オウゴンリツ（1991年4月/花曜社）
- 第19歌集：魔王（まわう） - マオウ（1993年3月/書肆季節社）
- 第20歌集：獻身 - ケンシン（1994年11月/湯川書房）
- 第21歌集：風雅默示録 - フウガモクシロク（1996年10月/玲瓏館）
- 第22歌集：汨羅變 - ベキラヘン（1997年8月/短歌研究社）
- 第23歌集：詩魂玲瓏 - シコンレイロウ（1998年10月/柊書房）
- 第24歌集：約翰傳僞書 - ヨハネデンギショ（2001年3月/短歌研究社）

短歌/未刊歌集
- 初學歴然（1985年9月/花曜社）：第1歌集以前の短歌を纏めたもの。
- 透明文法（1975年12月/大和書房）：第1歌集以前の短歌を中心に纏めたもの。
- 驟雨修辞学（1974年6月/大和書房）：第2歌集時期の短歌を纏めたもの。

短歌/間奏歌集
- 青帝集（1973年/湯川書房）
- 銅曜集（1973年/湯川書房）
- 黄冠集（1973年/書肆季節社）
- 森曜集（1974年/書肆季節社）
- 芒彩集（1975年/文化出版局）
- 魔多羅調（1975年/書肆季節社）
- 睡唱群島（1976年/文化出版局）
- 新月祭（1976年/書肆季節社）
- 白露帖（1976年/書肆季節社）
- 水無月帖（1976年/書肆季節社）
- 青菫帖（1977年/書肆季節社）
- 神無月帖（1977年/書肆季節社）
- 新歌枕東西百景（1978年/毎日新聞社）
- 海の孔雀（1978年/書肆季節社）
- 翠華帖（1981年/書肆季節社）
- 香霞帖（1982年/書肆季節社）
- 花劇（1985年/書肆季節社）
- 風雅（1987年/書肆季節社）
- 華變（1987/書肆季節社）
- 玲瓏（1988年/書肆季節社/玲瓏叢書1）
- ラテン吟遊（1989年/短歌新聞社）
- 歌仙玉霰の巻（1990年/書肆季節社）
- 詞歌芳名帳（1990年/書肆季節社）
- 薄明母音（1992年/書肆季節社）

### 短歌/選集・全集
- 茴香変（1971年6月/湯川書房）
- 眩暈祈祷書（1973年7月/審美社）
- 反婚黙示録（1979年11月/大和書房）
- 定本 塚本邦雄湊合歌集（1982年5月/文藝春秋）2冊組
- 寵歌 自選歌集（1987年11月/花曜社）
- 塚本邦雄歌集（1988年10月/国文社 現代歌人文庫1）
- 塚本邦雄歌集（1992年12月/短歌研究社 短歌研究文庫16）
- 塚本邦雄 鑑賞・現代短歌7（1996年8月/坂井修一選 本阿弥書店）
- 続塚本邦雄歌集（1998年12月/国文社 現代歌人文庫31）
- 寵歌変 塚本邦雄歌集（2005年5月/短歌新聞社 新現代歌人叢書）
- 塚本邦雄歌集（2007年10月/思潮社 現代詩文庫501）
- 塚本邦雄 コレクション日本歌人選019（2011年2月/島内景二選 笠間書院）
- 塚本邦雄全歌集 文庫版（全8巻・別巻/2017年-2023年/短歌研究社 短歌研究文庫）
  1. 2018年2月3日発売、ISBN 978-4862725516
  2. 2018年6月26日発売、ISBN 978-4862725523
  3. 2019年1月11日発売、ISBN 978-4862725530
  4. 2020年1月10日発売、ISBN 978-4862725547
  5. 2021年2月2日発売、ISBN 978-4862725554
  6. 2022年2月25日発売、ISBN 978-4862725561
  7. 2022年5月29日発売、ISBN 978-4862725578
  8. 2017年6月9日発売、ISBN 978-4862725585
  9. 別巻Ⅰ 2023年6月9日発売、ISBN 978-4862727510

俳句/句集
- 断弦のための七十句（1973年/書肆季節社）
- 花鳥星月（1977年/書肆季節社）
- 翠華帖（1981年/書肆季節社）
- 燦爛（1985年/書肆季節社）
- 甘露（1987年/三一書房）
- 裂帛（1987/書肆季節社）
- 流露帖（1992年/海人社）

詩・歌詞
- ハムレット（1972年/深夜叢書社）：詩劇
- 樹映交感（1983年/書肆季節社）：詩集
- 魔笛（1986年/書肆季節社）：詩画集
- ウルムスのかどで（1992年/横浜市立釜利谷南小学校校歌歌詞/木下大輔作曲）

### 小説
- 藤原定家―火宅玲瓏
- 紺青のわかれ（短編集）
- 連彈
- 菊帝非歌―小説後鳥羽院
- 獅子流離譚―わが心のレオナルド
- 荊冠伝説―小説イエス・キリスト
- 十二神将変（ミステリ）

評論
- 定型幻視論
- 序破急急
- 花隠論―現代の花伝書
- 麒麟騎手―寺山修司論
- 詩歌宇宙論
- 言葉遊び悦覧記
- 詞華美術館
- 緑珠玲瓏館
- 百花遊歴
- 国語精粋記―大和言葉の再発見と漢語の復権のために
- 世紀末花傳書
- 百珠百華―葛原妙子の宇宙
- 新古今集新論

ほか多数

### 撰著
- 清唱千首　冨山房百科文庫、1983年（愛蔵版も刊）、新装版2015年ほか

白雉・朱鳥より安土・桃山にいたる千年の歌から選りすぐった絶唱千首
- 定家百首 良夜爛漫　河出文庫、1984年
- けさひらく言葉　文春文庫、1986年
- 十二神将変　河出文庫、1997年、新装版2022年
- 紺青のわかれ　河出文庫、2022年
- 菊帝悲歌 小説後鳥羽院　河出文庫、2022年
- 連弾　河出文庫、2024年
- 源氏五十四帖題詠　ちくま学芸文庫、2002年
- 定家百首・雪月花〈抄〉 講談社文芸文庫、2006年
- 百句燦燦 現代俳諧頌　同、2008年
- 王朝百首　同、2009年
- 西行百首　同、2011年3月
- 花月五百年 新古今天才論　同、2012年11月
- 秀吟百趣　同、2014年11月
- 珠玉百歌仙　同、2015年11月
- 新撰 小倉百人一首　同、2016年11月
- 詞華美術館　同、2017年11月
- 百花遊歴　同、2018年11月
- 新古今の惑星群　同、2020年12月
- 茂吉秀歌－『赤光』百首　講談社学術文庫、1993年/講談社文芸文庫、2019年
- 茂吉秀歌－『あらたま』百首　同、1993年
- 茂吉秀歌－『つゆじも』から『石泉』まで百首　同、1994年
- 茂吉秀歌－『白桃』から『のぼり路』まで百首　同、1994年
- 茂吉秀歌－『霜』『小園』『白き山』『つきかげ』百首　同、1995年

## 逸話
- 生年は1922年という説もあるが、これは中井英夫が邦雄のデビュー当時、2歳若くすることで20歳代歌人としてやや強引に紹介したことから生まれた俗説である[2]。
- 牧師で倉敷民藝館館長であった叔父・外村吉之介の影響で、文語訳聖書を文学として愛読したが、終生無神論者であった。
- 熱狂的な映画ファンで、作風にも多大な影響を受けている。フランス映画を特に愛したが、古今東西を問わずに鑑賞し、出崎統などのアニメも好んでいた。クラシック音楽やシャンソンも好んだ。
- 短歌は一貫して文語体を用いたが、日常の口語（話し方）は完全に関西弁であった。
- 東京の演芸は好きではなかったようで、穂村弘は初対面同然の状態でいきなりビートたけしの批判をされたと書いている[3]。

## 補遺
塚本邦雄の研究者として、島内景二による文学史的な研究のほか、安永蕗子、岩田正、坂井修一らによる短歌解説などには定評がある。またネットでは松岡正剛の解説が比較的よく知られている。
弟子には、研究者でもある島内景二の他、塘健、山城一成、江畑實、阪森郁代、和田大象、林和清、尾崎まゆみ、小黒世茂、大塚ミユキ、松田一美、佐藤仁、魚村晋太郎、小林幹也、森井マスミなどがおり、また北嶋廣敏、笠原芳充、酒井佐忠、橋本治、北村薫、中条省平、茅野裕城子、山口哲人ら多くの信奉者を得た。

### 作家論
- 笠原芳光『塚本邦雄論　逆信仰の歌』（審美社、1974年／増訂版 砂子屋書房、2011年）
- 岸田典子『黄冠の詩人　近代文学逍遙8』（コーベブックス〈南柯叢書〉、1977年）。歌人・短歌「葦牙の会」同人
- 『塚本邦雄論集』（磯田光一編、審美社、1977年）。各・初期の邦雄論
- 北嶋広敏『探検百首　塚本邦雄の美的宇宙』（而立書房、1986年）
- 安森敏隆『創造的塚本邦雄論』（而立書房、1987年）
- 『詩魂玲瓏　塚本邦雄の宇宙　現代詩手帖特集』（思潮社、2005年）。齋藤愼爾・塚本靑史責任編集
- 岩田正『塚本邦雄を考える』（本阿弥書店、2008年）
- 楠見朋彦『塚本邦雄の青春』（ウェッジ文庫、2009年）。門下生、2010年にながらみ書房主催・第8回前川佐美雄賞
- 小林幹也『短歌定型との戦い　塚本邦雄を継承できるか？』（短歌研究社、2011年）
- 早﨑ふき子『塚本邦雄とは何か　時代史のなかで』（角川書店、2012年）
- 塚本靑史『わが父 塚本邦雄』（白水社、2014年）
- 塚本靑史『肖てはるかなれ　斜交から見える父』（短歌研究社、2017年）、続編『徒然懐旧譚』を収録、『短歌研究』奇数月で連載
- 菱川善夫『塚本邦雄の宇宙 Ⅰ・Ⅱ』（短歌研究社、2018年）
- 尾崎まゆみ『レダの靴を履いて　塚本邦雄の歌と歩く』（書肆侃侃房、2019年）。門下生
- 『塚本邦雄論集』（現代短歌を読む会、短歌研究社、2020年）。門下生ら7名